# 로베르토 페르난데스 보니요
로베르토 페르난데스 보니요(스페인어: Roberto Fernández Bonillo, 1962년 7월 5일, 발렌시아 지방 베치 ~)는 줄여서 로베르토(스페인어: Roberto)는 스페인의 전 축구 선수로, 현역 시절 주로 중앙 미드필더로 활약하였다.
1981년을 기점으로 14년 동안 그는 발렌시아와 바르셀로나에서 활동하였는데, 15년 동안 라 리가에서 439 경기에 출전하여 95골을 넣었다. 그는 프로 무대 신고식을 치른 비야레알에서 2차례 나눠서 지냈다.
로베르토는 스페인 국가대표로 거의 10년 가까이 활동하였는데, 그 동안 그는 1번의 FIFA 월드컵과 1번의 UEFA 유럽 축구 선수권 대회에 참가하였다.

## 클럽 경력
로베르토는 카스테욘 주 베치 사람으로, 1979년에 카스테욘 소속으로 프로 무대에 첫 발을 떼었고, 이웃 비야레알 소속으로 뛰었었다. 2년 후, 그는 또다른 발렌시아 지방의 구단 발렌시아로 이적하여 이 곳에서 처음 4시즌에 걸쳐 라 리가 33골을 넣었으나, 1985-86 시즌이 끝나면서 강등을 당했다.
이후, 로베르토는 바르셀로나로 이적하여 1년차에 40경기에 출전하여 10골을 기록하였는데, 이 중 한 골은 2-1로 이긴 레알 마드리드와의 안방 경기에서 페널티 킥으로 넣은 것이지만, 카탈루냐인들은 그 해 숙적을 넘어 리그에서 우승하지 못하였다.
바르사 소속으로 그는 2차례 리그 준우승을 거두었고, 2번의 코파 델 레이 우승을 거두었으며, 1988-89 시즌에는 UEFA 컵위너스컵 정상에 올랐다. 로베르토는 1990년에 발렌시아로 복귀하였다. 발렌시아 2기에는 2년 연속 리그 4위에 일조하였지만, 1993-94 시즌에는 부상으로 많은 경기에 출전하지 못하였다.
1995-96 시즌, 로베르토는 친정 구단이자 이제 세군다 디비시온으로 올라온 비야레알로 이적하였다. 그는 3년차에 36경기 출전 1골을 기록하여 친정의 사상 첫 라리가 승격의 감격을 누렸지만, 이듬해에 강등당하였다. 그는 2부 리그 코르도바에서 2년을 더 보내고 2001년에 거의 39세가 되어서 은퇴하였다.

## 국가대표팀 경력
로베르토는 스페인 국가대표팀 일원으로 9년을 활동하면서 29경기에 출전하였고, UEFA 유로 1984와 1990년 FIFA 월드컵에 자국을 대표로 출전하였다. 그의 첫 국가대표팀 경기는 1-0으로 이긴 아이슬란드와의 전자 대회 예선전 안방 경기로, 1982년 10월 27일에 치른 이 경기에서 90분을 출전하였다.

### 국가대표팀 득점 기록
| #  | 날짜             | 경기장                           | 상대           | 점수 | 결과 | 대회                  |
| -- | ---------------- | -------------------------------- | -------------- | ---- | ---- | --------------------- |
| 1. | 1990년 11월 14일 | 체코슬로바키아 프라하 스트라호프 | 체코슬로바키아 | 1–1  | 2–3  | UEFA 유로 1992 예선전 |

## 은퇴 후
700번의 공식 경기에 출전한 후, 로베르토는 감독으로 전향하였는데, 하부 리그에 속한 연고지의 발렌시아 B, 오리우엘라, 알시라 감독을 맡았다. 2004-05 시즌, 그는 코르도바를 지도한 4명의 감독들 중 한 명이었는데, 코르도바는 이 해에 19위를 차지하여 세군다 디비시온 B로 강등되었다.
로베르토는 2015년 여름에 바르셀로나로 복귀하여 단장직을 맡았다. 그는 2018년 6월에 계약이 만료되면서 바르셀로나와 결별하였고, 그의 후임은 또다른 바르셀로나 선수였던 에리크 아비달이 맡게 되었다.

## 수상

### 클럽
카스테욘
- 세군다 디비시온: 1980–81

바르셀로나
- 코파 델 레이: 1987–88, 1989–90
- UEFA 컵위너스컵: 1988–89

### 국가대표팀
스페인 U-21
- UEFA U-21 축구 선수권 대회: 1986[11]